# Corrales (kommun)
Corrales är en kommun i Colombia.   Den ligger i departementet Boyacá, i den centrala delen av landet, 190 km nordost om huvudstaden Bogotá. Antalet invånare är 2 544. Arean är 61 kvadratkilometer.
Terrängen i Corrales är huvudsakligen kuperad.